# リオル・シャムリッツ
リオル・シャムリッツ　(Lior Shamriz, -  ヘブライ語: ליאור שמריז   、 1978年9月13日  - ）は、アメリカ合衆国の映画監督、脚本家、映画プロデューサーである。

## 来歴
1978年地中海東部イスラエル、 アシュケロン生まれ。アシュケロンにて映画および音楽制作を開始。パフォーマンス行為として映画というメディアを用い、また、現実を言語化する方法、それ自体を疑うプロセスとして映画言語を用いながら、エッセイのようなナレーションをベースにした映像を制作する。現在はロサンゼルスに拠点を置く。